# Hospital Parque Belém
O Hospital Parque Belém (HPB) foi um hospital localizado na cidade brasileira de Porto Alegre, capital do estado do Rio Grande do Sul. Fazia parte do chamado Complexo Parque Belém, que incluía ainda um centro clínico. O hospital localizava-se na Avenida Professor Oscar Pereira, 8300, bairro Belém Velho.

## História
O HPB foi criado como Hospital Sanatório Belém por um grupo de médicos tisiologistas que, em janeiro de 1934, tinham se reunido no antigo Teatro Coliseu, em Porto Alegre, para discutir a proposta de edificar um hospital capaz de tratar pacientes tuberculosos.
Houve uma grande mobilização da comunidade porto-alegrense e gaúcha, pois, na época, muitas pessoas foram acometidas pela tuberculose, alcunhada de "peste branca". A fim de arrecadar fundos, criou-se o Clube dos Jacarés, que promovia almoços beneficentes, churrascos, chás, jogos de futebol e rifas. O clube contou com o apoio e a presença do general Manuel do Nascimento Vargas, pai do então presidente da República Getúlio Vargas. Os primeiros donativos vieram da Legião da Caridade, seguidos pelas doações das Colônias Israelitas, Alemãs, Italianas e pela Sociedade Austríaca, entre outras organizações. O grande benfeitor do hospital foi o jornal Correio do Povo, ao qual se juntaram depois o Diário de Notícias, a Rádio Gaúcha e a Rádio Farroupilha.
A primeira diretoria do hospital incluiu personalidades médicas e políticas da época, tais como o general José Antônio Flores da Cunha, o Dr. Alberto Bins, o Dr. Manoel José Pereira Filho, o Dr. Oscar Pereira, o Dr. Nicolino Rocco, o Dr. José Sarmento Barata e o Dr. Osvaldo Vergara.
Com o dinheiro arrecadado, a diretoria adquiriu um grande terreno para a construção do hospital; cerca de 10% da área havia sido doada por um particular. Finalmente, no dia 3 de maio de 1934, lançou-se a pedra fundamental do hospital, sob o lema "Ciência e Caridade" (Scientia et Caritas). A partir de então, iniciou-se a construção, que teve novamente o apoio do povo e também da Igreja.
Em 3 de maio de 1940, seis anos após o lançamento da pedra fundamental, os primeiros três pavilhões foram inaugurados. Poucos dias depois, chegaram os primeiros pacientes. Em 12 de outubro de 1943, com o hospital já em funcionamento, os seis pavilhões do complexo foram inaugurados pelo presidente Getúlio Vargas. O governo federal havia bancado metade do investimento e, por isso, naquele dia foi inaugurado também um busto do presidente em frente ao hospital.
Com o avanço dos tratamentos da tuberculose, a instituição estava com menos pacientes e, em 1º de outubro de 1975, virou hospital geral, passando a se chamar Hospital Parque Belém.

## Arquitetura do prédio
O prédio é um dos grandes exemplares de arquitetura art déco em Porto Alegre, projetado em formato de semicírculo que liga os seis pavilhões. Em 2017, serviu como local de gravação em um filme de Jayme Monjardim. A autoria do projeto arquitetônico é desconhecida.

## Áreas de atuação
O Hospital Parque Belém atuava nas áreas de clínica médica, cirúrgica, psiquiátrica e dependência química.

## Encerramento das atividades
Em 24 de maio de 2017, o hospital encerra suas atividades, devido a dificuldades financeiras.
Em julho de 2018, a Associação São Miguel aluga as dependências do antigo Hospital Parque Belém e anuncia a criação do Complexo Hospitalar São Miguel. Novamente leiloado em 24 de abril de 2023, o edifício, além de mais três hectares do terreno, foram comprados pela Associação Hospital Vila Nova por R$ 17,6 milhões, para a instalação do Hospital Sinos de Belém.